# Монголија на Светском првенству у атлетици на отвореном 2017.
Монголија је учествовала на 16. Светском првенству у атлетици на отвореном 2017. одржаном у Лондону од 4. до 13. августа тринаести пут. Репрезентацију Монголије представљала су 5 атлетичара (3 мушкарца и 2 жене), који су се такмичили у две дисциплине.,.
На овом првенству такмичари Монголије нису освојили ниједну медаљу али су оборили 1 лични рекорд.

## Учесници
| Мушкарци: - Мункбајар Нарандулам — Маратон - Бјамбајав Цевенравдан — Маратон - Сер-Од Бат-Очир — Маратон | Жене: - Khishigsaikhan Galbadrakh — Маратон - Munkhzaya Bayartsogt — Маратон |  |

## Резултати

### Мушкарци
| Атлетичар             | Дисциплина | Лични рекорд | Квалификације | Квалификације | Финале   | Финале        | Детаљи |
| Атлетичар             | Дисциплина | Лични рекорд | Резултат      | Место         | Резултат | Место         | Детаљи |
| --------------------- | ---------- | ------------ | ------------- | ------------- | -------- | ------------- | ------ |
| Бјамбајав Цевенравдан | Маратон    | 2:16:26      |               |               | 2:21:48  | 46 / 71 (100) |        |
| Сер-Од Бат-Очир       | Маратон    | 2:08:50 НР   | 2:21:55       | 48 / 71 (100) |          |               |        |
| Мункбајар Нарандулам  | Маратон    | 2:18:54      | 2:18:42 ЛР    | 34 / 71 (100) |          |               |        |

### Жене
| Атлетичарка               | Дисциплина | Лични рекорд | Квалификације | Квалификације | Финале   | Финале       | Детаљи |
| Атлетичарка               | Дисциплина | Лични рекорд | Резултат      | Место         | Резултат | Место        | Детаљи |
| ------------------------- | ---------- | ------------ | ------------- | ------------- | -------- | ------------ | ------ |
| Khishigsaikhan Galbadrakh | Маратон    | 2:39:21      |               |               | 2:44:48  | 52 / 78 (92) |        |
| Munkhzaya Bayartsogt      | Маратон    | 2:32:59 НР   | 2:46:59       | 58 / 78 (92)  |          |              |        |